# Per Bredesen
Per Bredesen (Horten, 22 dicembre 1930 – Horten, 3 ottobre 2022) è stato un calciatore norvegese, di ruolo centrocampista.

## Caratteristiche tecniche
Bredesen era un calciatore rapidissimo, tecnico e tatticamente intelligente. Ambidestro, era capace di calciare il pallone in modo secco e preciso. Fu soprannominato Varechina, per via dei suoi capelli biondi, e Tocco magico, per le sue capacità tecniche. È ricordato come uno dei giocatori più forti del calcio norvegese.

## Carriera

### Club

Una formazione della Lazio del 1952-53: Bredesen è il 1º in piedi da sinistra

Bredesen iniziò la carriera con la maglia dello Ørn-Horten, squadra della sua città natia, dove mise immediatamente in mostra il proprio talento. Nel 1952 passò alla Lazio, nell'ambito di un processo di ringiovanimento che portò alle partenze di Vittorio Sentimenti III, Şükrü Gülesin e Leongino Unzain, voluto dal presidente del club Remo Zenobi. Esordì in campionato 14 settembre 1952, nella sconfitta casalinga per due a uno contro l'Udinese. Nelle prime due stagioni, giocò 64 partite di campionato e mise a segno 12 reti. Nel campionato 1954-1955 sviluppò una buona intesa con John Hansen: quest'ultimo mise a segno 15 reti, di cui molte su assist del norvegese. Alla fine di questa stagione, la Lazio raggiunse la salvezza e acquistò dall'Udinese l'attaccante Arne Selmosson: i friulani, però, vollero anche Bredesen oltre ad ottanta milioni di lire. Il centrocampista lasciò così Roma.
Nell'Udinese, appena retrocessa d'ufficio in Serie B per un tentativo di corruzione, giocò 34 incontri e mise a segno 4 reti. Dopo una sola stagione, lasciò Udine e si trasferì al Milan. Fu uno dei tre stranieri dei rossoneri, assieme a Nils Liedholm e Juan Alberto Schiaffino. Debuttò tra le file del Milan il 16 settembre 1956, nella vittoria per due a uno sulla Triestina. Nella prima stagione in squadra, si aggiudicò la vittoria dello scudetto (primo e finora unico norvegese a riuscirci), disputando nell'arco della stagione 35 partite e segnando 8 reti. Nella seconda stagione in maglia rossonera, invece, collezionò solamente 4 presenze e una rete in Coppa Italia e due presenze in Coppa dei Campioni.
Nella stagione successiva passò al Bari, diventando il primo norvegese a vestire la maglia biancorossa. Giocò poi due stagioni per il Messina, entrambe in Serie B, prima di tornare in patria per chiudere la carriera da dove partì, allo Ørn-Horten.

### Nazionale
Bredesen giocò 18 partite per la Norvegia, con 7 reti all'attivo. Il 19 giugno 1949 esordì in Nazionale, sostituendo l'infortunato Reidar Kvammen nella sfida contro la Jugoslavia: a pochi minuti dal suo ingresso in campo, ricevette un assist da parte di Gunnar Thoresen e andò in rete. Così, per i successivi due anni fu impiegato come interno destro nel centrocampo norvegese, mettendo a referto altre 6 marcature.
La sua carriera in Nazionale fu però breve: nel 1952, infatti, il suo passaggio alla Lazio segnò la fine della sua avventura con la selezione scandinava. Questo perché, all'epoca, la federazione calcistica norvegese non permetteva ai calciatori professionisti di vestire la maglia della Norvegia.

## Statistiche

### Presenze e reti nei club
| Stagione          | Squadra           | Campionato        | Campionato | Campionato | Coppe nazionali | Coppe nazionali | Coppe nazionali | Coppe continentali | Coppe continentali | Coppe continentali | Altre coppe | Altre coppe | Altre coppe | Totale | Totale |
| Stagione          | Squadra           | Comp              | Pres       | Reti       | Comp            | Pres            | Reti            | Comp               | Pres               | Reti               | Comp        | Pres        | Reti        | Pres   | Reti   |
| ----------------- | ----------------- | ----------------- | ---------- | ---------- | --------------- | --------------- | --------------- | ------------------ | ------------------ | ------------------ | ----------- | ----------- | ----------- | ------ | ------ |
| 1948-1949         | Ørn-Horten        | HS                | 14         | 2          | CN              | ?               | ?               | -                  | -                  | -                  | -           | -           | -           | 14+    | 2+     |
| 1949-1950         | Ørn-Horten        | HS                | 14         | 2          | CN              | ?               | ?               | -                  | -                  | -                  | -           | -           | -           | 14+    | 2+     |
| 1950-1951         | Ørn-Horten        | HS                | 14         | 9          | CN              | ?               | ?               | -                  | -                  | -                  | -           | -           | -           | 14+    | 9+     |
| 1951-1952         | Ørn-Horten        | HS                | 7          | 3          | CN              | ?               | ?               | -                  | -                  | -                  | -           | -           | -           | 7+     | 3+     |
| Totale Ørn-Horten | Totale Ørn-Horten | Totale Ørn-Horten | 49         | 16         |                 | ?               | ?               |                    | -                  | -                  |             | -           | -           | 49+    | 16+    |
| 1952-1953         | Lazio             | A                 | 32         | 6          | -               | -               | -               | -                  | -                  | -                  | -           | -           | -           | 32     | 6      |
| 1953-1954         | Lazio             | A                 | 32         | 6          | -               | -               | -               | -                  | -                  | -                  | -           | -           | -           | 32     | 6      |
| 1954-1955         | Lazio             | A                 | 29         | 7          | -               | -               | -               | -                  | -                  | -                  | -           | -           | -           | 29     | 7      |
| Totale Lazio      | Totale Lazio      | Totale Lazio      | 93         | 19         |                 | -               | -               |                    | -                  | -                  |             | -           | -           | 93     | 19     |
| 1955-1956         | Udinese           | B                 | 34         | 14         | -               | -               | -               | -                  | -                  | -                  | -           | -           | -           | 34     | 14     |
| 1956-1957         | Milan             | A                 | 27         | 6          | -               | -               | -               | LC                 | 2                  | 1                  | -           | -           | -           | 29     | 7      |
| 1957-1958         | Milan             | A                 | 0          | 0          | CI              | 4               | 1               | CC                 | 2                  | 0                  | -           | -           | -           | 6      | 1      |
| Totale Milan      | Totale Milan      | Totale Milan      | 27         | 6          |                 | 4               | 1               |                    | 4                  | 1                  |             | -           | -           | 35     | 8      |
| 1958-1959         | Bari              | A                 | 21         | 5          | CI              | 1+              | 1+              | -                  | -                  | -                  | -           | -           | -           | 22+    | 6+     |
| 1959-1960         | Messina           | B                 | 14         | 2          | -               | -               | -               | -                  | -                  | -                  | -           | -           | -           | 14     | 2      |
| 1960-1961         | Messina           | B                 | 25         | 3          | CI              | 1               | 0               | -                  | -                  | -                  | -           | -           | -           | 26     | 3      |
| Totale Messina    | Totale Messina    | Totale Messina    | 39         | 5          |                 | 1               | 0               |                    | -                  | -                  |             | -           | -           | 40     | 5      |
| 1961-1962         | Ørn-Horten        | HS                | 13         | 9          | CN              | ?               | ?               | -                  | -                  | -                  | -           | -           | -           | 13+    | 9+     |
| Totale carriera   | Totale carriera   | Totale carriera   | 275        | 75         |                 | 6+              | 2+              |                    | 4                  | 1                  |             | -           | -           | 285+   | 78+    |

### Cronologia presenze e reti in nazionale
| Cronologia completa delle presenze e delle reti in nazionale ― Norvegia | Cronologia completa delle presenze e delle reti in nazionale ― Norvegia | Cronologia completa delle presenze e delle reti in nazionale ― Norvegia | Cronologia completa delle presenze e delle reti in nazionale ― Norvegia | Cronologia completa delle presenze e delle reti in nazionale ― Norvegia | Cronologia completa delle presenze e delle reti in nazionale ― Norvegia | Cronologia completa delle presenze e delle reti in nazionale ― Norvegia | Cronologia completa delle presenze e delle reti in nazionale ― Norvegia |
| Data                                                                    | Città                                                                   | In casa                                                                 | Risultato                                                               | Ospiti                                                                  | Competizione                                                            | Reti                                                                    | Note                                                                    |
| ----------------------------------------------------------------------- | ----------------------------------------------------------------------- | ----------------------------------------------------------------------- | ----------------------------------------------------------------------- | ----------------------------------------------------------------------- | ----------------------------------------------------------------------- | ----------------------------------------------------------------------- | ----------------------------------------------------------------------- |
| 19-6-1949                                                               | Oslo                                                                    | Norvegia                                                                | 1 – 3                                                                   | Jugoslavia                                                              | Amichevole                                                              | 1                                                                       |                                                                         |
| 8-7-1949                                                                | Helsinki                                                                | Finlandia                                                               | 1 – 1                                                                   | Norvegia                                                                | Amichevole                                                              | -                                                                       |                                                                         |
| 11-7-1949                                                               | Oslo                                                                    | Norvegia                                                                | 0 – 2                                                                   | Danimarca                                                               | Amichevole                                                              | -                                                                       |                                                                         |
| 2-10-1949                                                               | Stoccolma                                                               | Svezia                                                                  | 3 – 3                                                                   | Norvegia                                                                | Amichevole                                                              | 2                                                                       |                                                                         |
| 22-6-1950                                                               | Copenaghen                                                              | Danimarca                                                               | 0 – 4                                                                   | Norvegia                                                                | Amichevole                                                              | -                                                                       |                                                                         |
| 15-8-1950                                                               | Bergen                                                                  | Norvegia                                                                | 2 – 2                                                                   | Lussemburgo                                                             | Amichevole                                                              | -                                                                       |                                                                         |
| 10-9-1950                                                               | Oslo                                                                    | Norvegia                                                                | 4 – 1                                                                   | Finlandia                                                               | Amichevole                                                              | 1                                                                       |                                                                         |
| 24-9-1950                                                               | Oslo                                                                    | Norvegia                                                                | 1 – 3                                                                   | Svezia                                                                  | Amichevole                                                              | -                                                                       |                                                                         |
| 5-11-1950                                                               | Belgrado                                                                | Jugoslavia                                                              | 4 – 0                                                                   | Norvegia                                                                | Amichevole                                                              | -                                                                       |                                                                         |
| 26-11-1950                                                              | Dublino                                                                 | Irlanda                                                                 | 2 – 2                                                                   | Norvegia                                                                | Amichevole                                                              | 1                                                                       |                                                                         |
| 15-5-1951                                                               | Middlesbrough                                                           | Inghilterra                                                             | 2 – 1                                                                   | Norvegia                                                                | Amichevole                                                              | -                                                                       |                                                                         |
| 30-5-1951                                                               | Oslo                                                                    | Norvegia                                                                | 2 – 3                                                                   | Irlanda                                                                 | Amichevole                                                              | -                                                                       |                                                                         |
| 6-6-1951                                                                | Rotterdam                                                               | Paesi Bassi                                                             | 2 – 3                                                                   | Norvegia                                                                | Amichevole                                                              | -                                                                       |                                                                         |
| 26-7-1951                                                               | Trondheim                                                               | Norvegia                                                                | 3 – 1                                                                   | Islanda                                                                 | Amichevole                                                              | -                                                                       |                                                                         |
| 16-8-1951                                                               | Helsinki                                                                | Finlandia                                                               | 1 – 1                                                                   | Norvegia                                                                | Amichevole                                                              | 1                                                                       |                                                                         |
| 23-8-1951                                                               | Oslo                                                                    | Norvegia                                                                | 2 – 4                                                                   | Jugoslavia                                                              | Amichevole                                                              | -                                                                       |                                                                         |
| 16-9-1951                                                               | Oslo                                                                    | Norvegia                                                                | 2 – 0                                                                   | Danimarca                                                               | Amichevole                                                              | -                                                                       |                                                                         |
| 16-8-1951                                                               | Göteborg                                                                | Svezia                                                                  | 3 – 4                                                                   | Norvegia                                                                | Amichevole                                                              | 1                                                                       |                                                                         |
| Totale                                                                  |                                                                         | Presenze                                                                | 18                                                                      |                                                                         | Reti                                                                    | 7                                                                       |                                                                         |

## Palmarès

### Giocatore

#### Club

##### Competizioni nazionali
- Campionato italiano di Serie B: 1

Udinese: 1955-1956
- Campionato italiano: 1

Milan: 1956-1957